# Renault Megane E-Tech
El Renault Mégane E-Tech és un cotxe elèctric produït pel fabricant francès Renault des del 2022. És un hatchback de cinc portes en el segment del mercat dels cotxes familiars petits. Utilitzant la placa d'identificació de Mégane, és el primer model Renault basat en una plataforma de vehicle elèctric de bateria dedicada anomenada CMF-EV . El concept car es va conèixer amb el nom de Renault Mégane eVision el 2020.

## Visió general

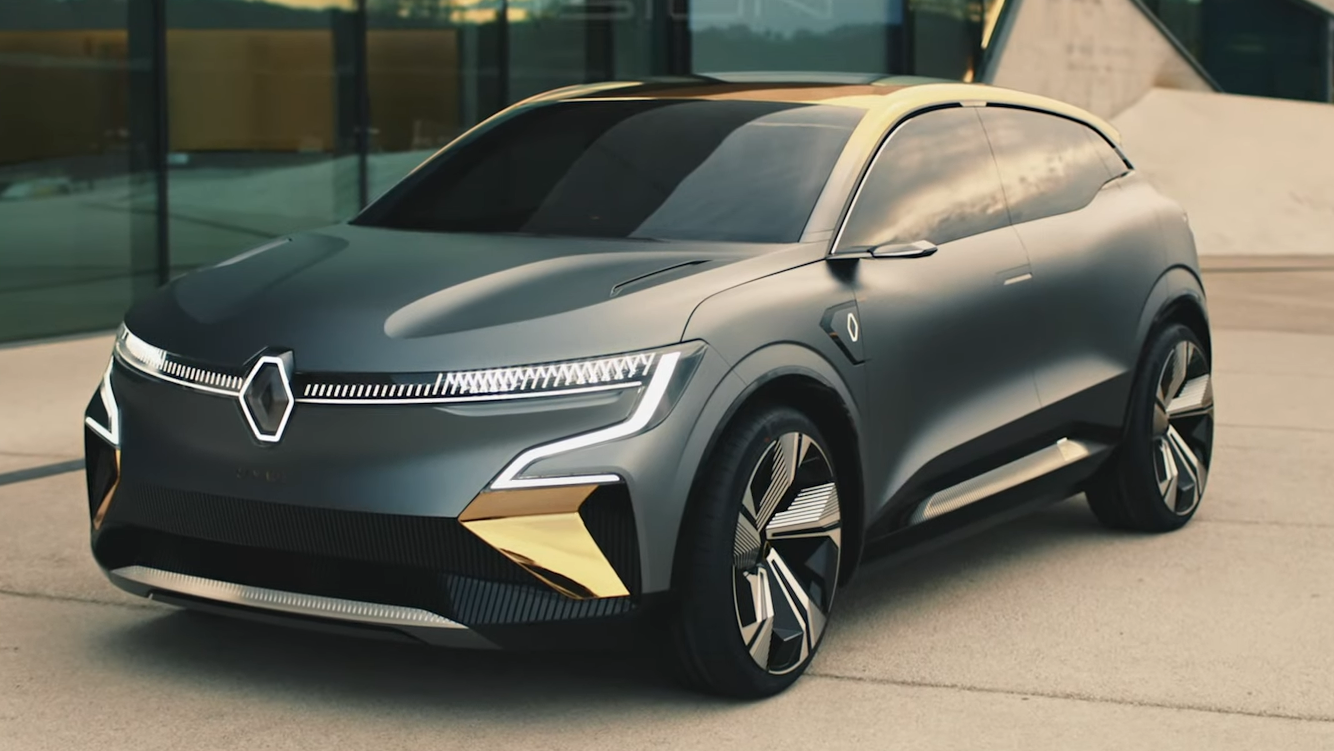
Renault Mégane eVision

El Renault Mégane eVision era un cotxe conceptual que es va presentar a l'octubre del 2020, amb una previsualització del Mégane E-Tech. El Mégane E-Tech va ser previsualitzat per un prototip de gairebé producció el juny de 2021. La versió de producció es va revelar a l'IAA 2021 a Múnic el setembre de 2021, mentre que les vendes a Europa van començar el febrer de 2022. El model està pensat per sortir a la venda a Austràlia a finals de 2023, amb el distribuïdor australià de Renault dient que l'oferta estava limitada per l'alta demanda a Europa i que veuen el Mégane E-Tech com "un model del 2024". La producció del motor de combustió interna propulsada per Renault Mégane IV va continuar inicialment juntament amb la producció del nou model elèctric. El cotxe utilitza la plataforma CMF-EV, que comparteix amb el model Nissan Ariya més gran. El cotxe va rebre una qualificació de seguretat de cinc estrelles de l'Euro NCAP.

## Disseny

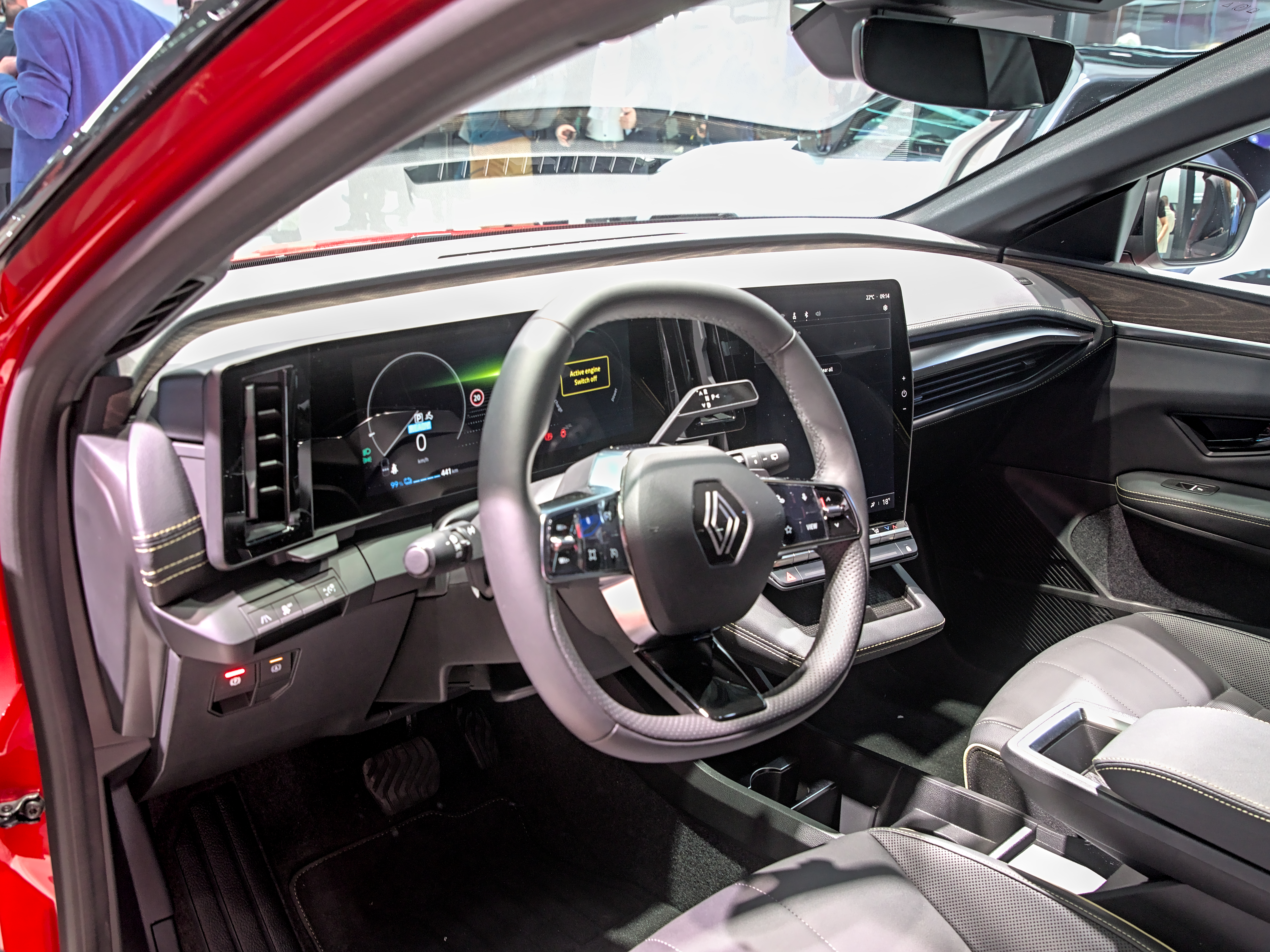
Interior

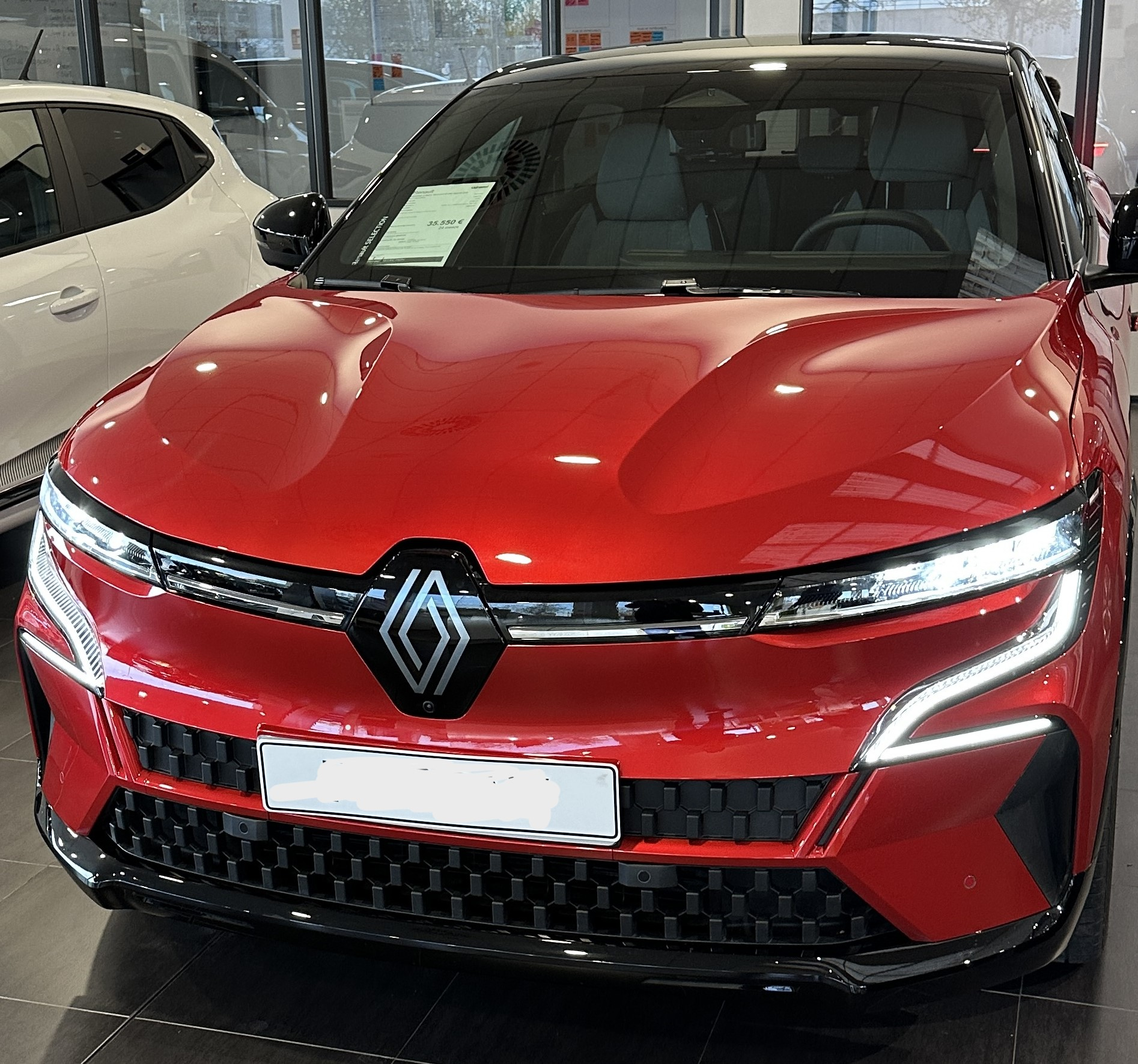
Frontal

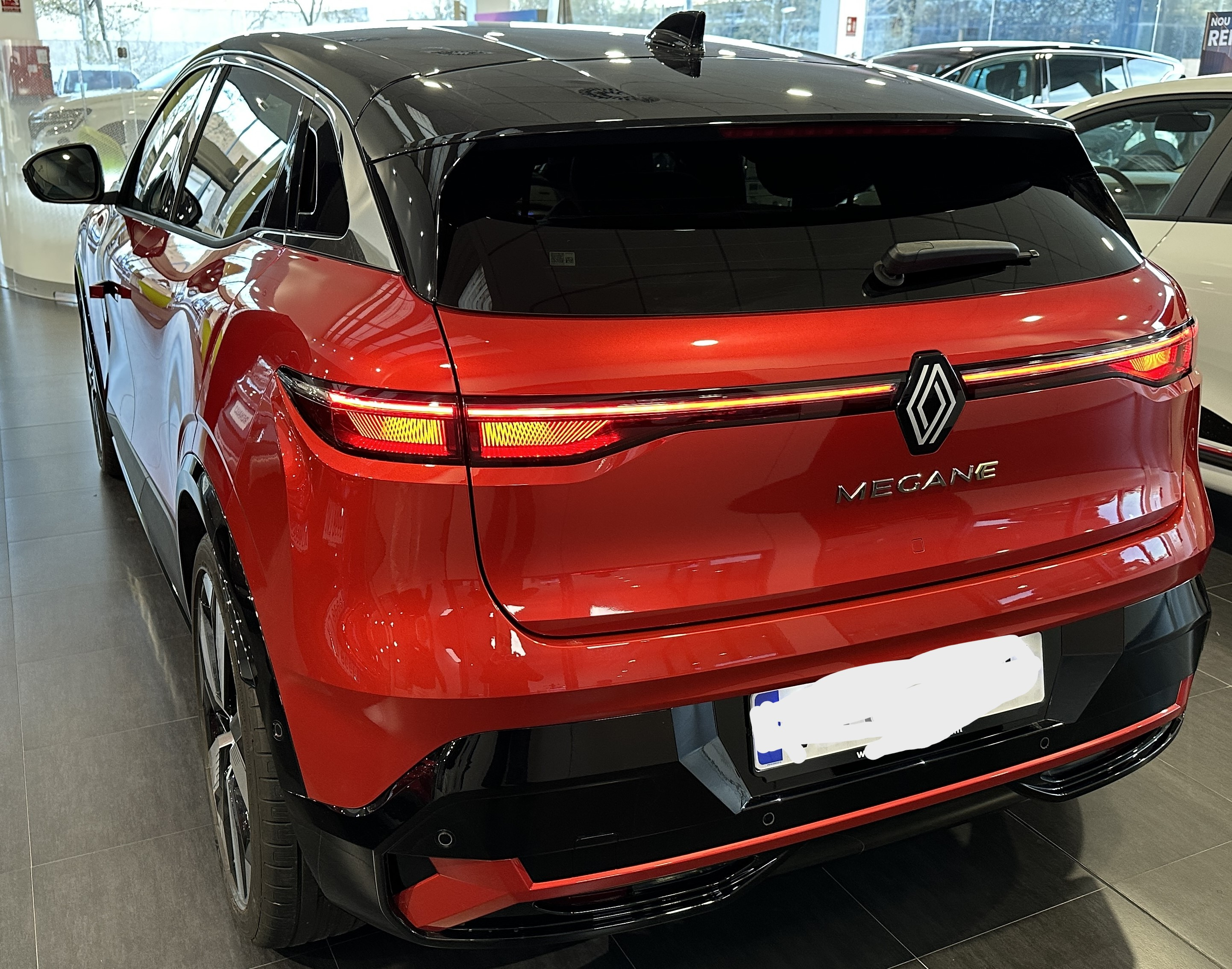
Darrera d'un Megane ETECH 2022

Inicialment es van presentar dos prototips, el director executiu de Renault , Luca de Meo, va triar el de disseny "esportiu" i el cap de disseny de la companyia va comentar l'aerodinàmica del cotxe. El cotxe s'ha destacat per tenir unes proporcions que fan que la seva mida sigui difícil de jutjar a les fotografies, sent una mica més curt que molts altres hatchbacks familiars. La bateria es troba sota el terra del cotxe i, per tant, la cabina s'eleva lleugerament en comparació amb un cotxe amb motor de combustió, sent 50 mil·limetres (2.0 in) més alt que el Mégane IV. El disseny té elements que alguns troben que recorden els 4x4, però diverses publicacions d'automoció el descriuen com un hatchback amb elements de disseny de coupés i crossovers. Euro NCAP el classifica com un petit cotxe familiar.
El cotxe té una posició de seient alta amb un espai per al cap limitat per als passatgers del darrere, tot i que la part davantera es considera més espaiosa pels periodistes de motor. La línia de l'ampit de la finestra alta i les finestres petites del Mégane van ser criticades per tenir una sensació molt tancada, opressiva i claustrofòbica. Els controls físics de la temperatura, però, es van reconèixer per no distreure durant la conducció.
El Mégane té una capacitat del maleter de 440 litres (16 cu ft). La major part de la seva capacitat prové de la seva profunditat més que de la seva longitud, el que el fa tenir un llavi de càrrega elevat. El cotxe no té maleter davanter, a causa de la presència de motors i altres equipaments dins del capó. 

## Tren motriu
El Mégane E-Tech està disponible amb dues bateries diferents (40 kWh o 60 kWh) i dos motors de tracció diferents amb potències de 96 kW (129 CV) i 250 Nm (180 lbft), o 160 kW (215 CV) i 300 Nm (220 lbft). La bateria és 110 mm (4,3 en) alt. El rang previst és 300 o 470 km (190 a 290 mi), en funció de la capacitat original, en funció del cicle WLTP.
La bateria de 60 kWh compatible amb taxes de càrrega ràpida de fins a 130 kW, que li permeten recuperar 200 km (120 mi) d'abast en 30 minuts. El motor elèctric en produeix 160 kW (215 hp; 218 PS) i 300 N·m (221 lb·ft) de parell, accionant les rodes davanteres i lliurant un zero a 100 km/h (62 mph) acceleració en menys de vuit segons. També estarà equipat amb 26 sistemes avançats d'assistència al conductor per a les seves capacitats de conducció semiautònoma de nivell 2. Les bateries s'han col·locat al cotxe de manera que es pretén aïllar els ocupants del soroll dels pneumàtics.